# Koenji Hyakkei
I Kōenji Hyakkei (高円寺百景, traslitterato anche Kōenjihyakkei o KōenjiHyakkei) sono un gruppo Zeuhl giapponese fondato nel 1991 da Tatsuya Yoshida, membro dei Ruins. Il gruppo ha esordito nel 1994 con un album omonimo con Aki Kubota (membro dei Bondage Fruit) alla voce e alle tastiere. Pur non essendo tecnicamente così complessa come quella dei Ruins, la musica dei Kōenji Hyakkei è ugualmente incline al virtuosismo.

## Storia
I dettagli della storia del gruppo sono sconosciuti. Aki Kubota è originaria della zona di Kōenji (Tōkyō), e questo potrebbe spiegare l'origine del nome del gruppo.
Yoshida è l'unico membro stabile del gruppo con Kengo Sakamoto al basso a partire dal secondo album. I continui cambi di formazione hanno portato il gruppo a modificare il proprio genere di riferimento, passando dal rock progressivo al minimalismo, per poi arrivare alla fusion con l'ingresso nel gruppo di Keiko Komori (sax soprano) per l'album Angherr Shisspa. Resta costante la lontananza dalla musica commerciale, che li ha portati ad esibirsi nel 2009 al France Rock In Opposition Festival.

## Lingua
Tutte le canzoni del gruppo sono cantate in una lingua immaginaria, probabilmente influenzata dal kobaiano inventato dal leader dei Magma Christian Vander. È però improbabile che i testi abbiano un significato: le parole più corte di quattro lettere sono poche e nessuna parola è mai usata in più di una frase. L'ortografia e la pronuncia tendono inoltre a cambiare di album in album.

## Formazione

### Formazione attuale
- Tatsuya Yoshida - voce, percussioni
- Kengo Sakamoto - voce, basso
- Takashi Yabuki - tastiere
- Aki Kubota - voce
- Keiko Komori - voce, sassofono

### Ex componenti
- Ryuichi Masuda (1994) - voce, chitarra
- Shigekazu Kuwahara (1994) - voce, basso
- Jin Harada (1997) - voce, chitarra, chitarra elettrica
- Kenichi Oguchi (2001) - tastiere
- Nami Sagara (2001) - voce
- Miyako Kanazawa (2005) - voce, tastiere
- Kyoko Yamamoto (2005) - voce

## Discografia
- 1994 - Kōenji Hyakkei, God Mountain (ristampato dalla Skin Graft Records nel 2008 con il titolo The Hundred Sights of Koenji e un diverso mixaggio)
- 1997 - Viva Koenji!, God Mountain
- 2001 - Nivraym, Magaibutsu (ristampato dalla Skin Graft Records nel 2009)
- 2005 - Angherr Shisspa, Skin Graft Records